# Parenje
Parenje ili kopulacija označava izravan spolni odnos između seksualnih partnera s unutarnjom oplodnjom. Stoga može dovesti do začeća i rađanja potomka.

## Slike
- parenje lavova